# Александар Седлар
Александар Седлар (серб. Aleksandar Sedlar/Александар Седлар, нар. 13 грудня 1991, Новий Сад) — сербський футболіст, захисник іспанського клубу «Мальорка» і національної збірної Сербії.

## Клубна кар'єра
У дорослому футболі дебютував 2009 року виступами за команду «Борац» з рідного Нового Сада, в якій провів два сезони. Згодом грав за «Ветерник» та «Металац». З останньою командою 2015 року здобув підвищення в класі і сезон 2015/16 відіграв у її складі в Сербській Суперлізі.
Влітку 2016 року перейшов до польського «П'яста» (Гливиці), за який відіграв три сезони, зокрема допомігши команді за результатами сезону 2018/19 уперше в її історії стати чемпіоном Польщі.
12 липня 2019 року на правах вільного агента уклав чотирирічний контракт з іспанською «Мальоркою».

## Виступи за збірну
2016 року взяв участь у двох товариських іграх за національну збірну Сербії.
| Дата      | Місто     | Господарі | Результат | Гості   | Турнір           | Голи | Примітки |
| --------- | --------- | --------- | --------- | ------- | ---------------- | ---- | -------- |
| 25-5-2016 | Ужице     | Сербія    | 2 – 1     | Кіпр    | товариський матч | -    | 75'      |
| 31-5-2016 | Новий Сад | Сербія    | 3 – 1     | Ізраїль | товариський матч | -    | 46'      |
| Усього    |           | Матчів    | 2         |         | Голів            | 0    |          |

## Титули і досягнення
- Чемпіон Польщі (1):

«П'яст» (Гливиці): 2018-2019